# NGC 6059
NGC 6059 is een niet-bestaand object in het sterrenbeeld Slangendrager. Het hemelobject werd op 6 mei 1886 ontdekt door de Amerikaanse astronoom Lewis A. Swift.